# Шедель, Готфрид Иоганн
Иоганн Готфрид Шедель или Иоганн Готфрид Шейден (нем. Johann Gottfried Schädel (Scheiden); на русский лад Иван Иванович Шейден; около 1680, Вандсбек — 10 [21] февраля 1752, Киев) — архитектор немецкого барокко, с 1713 года работавший в России по приглашению А. Д. Меншикова, сначала в Санкт-Петербурге, затем в Киеве.

## Биография
Иоганн Готфрид Шедель родился в в 1680-х годах в Силезии, в Вандсбеке близ Гамбурга, приехал в Россию с семьёй в 1713 году вместе с А. Шлютером для работ в Санкт-Петербурге по приглашению светлейшего князя А. Д. Меншикова по контракту «палатным и гипсовым дела мастером» с жалованием в 400 рейхсталеров (384 руб.) Строил дворец Меншикова в Петербурге, начатый Дж. М. Фонтана, и дворец в Ораниенбауме (1713—1727); перестраивал дом Меншикова в Кронштадте (совместно с И. Ф. Браунштейном), дворец «Фаворит» в Стрельне (1716), домовую церковь Воскресения Христова при василеостровском дворце. Шедель, в отличие от других приезжих мастеров, работал только на Меншикова, этим объясняется отсутствие его имени в делах Канцелярии от строений.
После опалы Меншикова Шедель в 1727—1729 годах состоял в штате Канцелярии от строений в чине «палатного мастера». В 1729 году получил звание архитектора. В этом же году отправлен в Москву к обер-архитектору Б. Ф. Растрелли и принял участие в строительстве летней резиденции Анненгоф. В Кремле спроектировал и заложил Благовещенскую церковь, Никольскую церковь — в с. Домодедово, строил колокольню Донского монастыря (закончена А. П. Евлашевым).
В 1731 году Шедель переехал в Киев. Он возглавил работы в Киево-Печерской лавре, по перестройке зданий Софийского монастыря, здания Духовной Академии на Подоле (1732—1740), галереи на Ближних и Дальних пещерах, ключни с кельями, перестраивал дом митрополита, руководил возведением новой колокольни Киево-Печерской лавры. Вместе с ним на строительстве колокольни работали другие зодчие из Санкт-Петербурга и Москвы: И. Я. Бланк, М. Г. Земцов, И. К. Коробов, И. Ф. Мичурин, Й. Я. Шумахер. Под руководством Шеделя в 1746 году возведены ворота ограды Софийского собора, иначе — Брама Заборовского (укр. brama — «заграждение»), по фамилии заказчика, митрополита Заборовского. В этом сооружении необычно соединились западноевропейская барочная традиция и черты украинского народного искусства. Ворота украшены фронтоном с затейливым пёстрым лепным растительным орнаментом. Декоративную лепку выполняли украинские мастера.
Шедель многократно подавал прошения об отъезде на родину, но не получал разрешения. С 1744 года он не получал жалованья, скончался в Киеве в крайней бедности 10 февраля 1752 года.
- Дворец А. Д. Меншикова в Санкт-Петербурге. Южный фасад
- Большой Меншиковский дворец в Ораниенбауме. Северный фасад. Центральный корпус
- Кловский дворец. 1756. Киев
- Колокольня Киево-Печерской лавры
- Брама Заборовского. 1746. Киев

## Основные постройки
- Большой Меншиковский дворец в Ораниенбауме. 1711—1727
- Дворец А. Д. Меншикова в Санкт-Петербурге (1716—1726), совместно с архитектором Фонтана. Шеделем пристроены с северной стороны два флигеля, образовавшие замкнутый двор; с западной- двухэтажный флигель с трёхэтажными «Наугольными палатами». В 1727 г. заложил фундаменты восточного крыла дворца. Оформлял дворцовые интерьеры. Построил отдельно стоящую дворцовую церковь Воскресения Христова (1713)
- Колокольня Киево-Печерской лавры. 1731—1745
- Кловский дворец в Киеве
- Церковь Благовещения на Житном дворе (1731) на территории Московского Кремля (уничтожена в 1932 году)
- Ворота Заборовского. 1744—1746
- Староакадемический корпус Киево-могилянской академии.

## Документальные фильмы
- В 1995 году режиссёр Валентин Соколовский снял о Шеделе телевизионный фильм «Иоганн-Готфрид Шедель» из цикла «Архитекторы Киева» (Национальная телекомпания Украины, творческое объединение «Укртелефильм»)[источник не указан 465 дней].
- Сюжет о петербургском периоде творчестве архитектора был снят для телефильма ВГТРК «Культура» «Красуйся, град Петров! Зодчие Франческо Фонтана, Иоганн Готфрид Шедель, Жан-Батист Леблон»[1].

1. ↑  Красуйся, град Петров! / Зодчие Франческо Фонтана, Иоганн Готфрид Шедель, Жан-Батист Леблон / tvkultura.ru. Дата обращения: 27 июня 2015. Архивировано 1 июля 2015 года.